# Rue du Grenier-Saint-Lazare
La rue du Grenier-Saint-Lazare est une rue du 3e arrondissement de Paris, située dans le quartier du Marais.

## Situation et accès
Proche du Centre national d'art et de culture Georges-Pompidou, la rue du Grenier-Saint-Lazare se prolonge vers l'ouest par la rue aux Ours, et à l'est par la rue Michel-le-Comte. Tandis que son côté nord est entièrement pris par des bâtiments anciens, son côté sud est occupé par des immeubles du quartier de l'Horloge construits dans les années 1970.
Ce site est desservi par la ligne 11 à la station de métro Rambuteau.

## Origine du nom
Son nom actuel est une corruption du nom de « Garnier », qui était celui d'une famille qui y habitait, à la fin du XIIe siècle.

## Historique
Située dans le quartier Sainte-Avoye, la rue du Grenier-Saint-Lazare, en partie construite en 1250, allait de la rue Saint-Martin, au coin des rues Transnonain et Beaubourg, vis-à-vis de la rue Michel-le-Comte.
C'est une des plus anciennes rues construites à l'extérieur l'enceinte de Philippe-Auguste. Elle était située à proximité de la deuxième porte Saint-Martin de ce rempart à l'angle de la rue Saint-Martin.
Elle s'est appelée « rue Garnier-Saint-Ladre » ou « rue Grenier-Saint-Ladre », car on appelait ainsi Saint-Lazare.
« La rue Grenier-St-Ladre, qui aboutit de la rue St Martin à celle de Michel le Comte, ne s'est jamais nommée en latin Vicus Granarii Santti Lazari, mais Vicus Guerneri à Sanfio Lazaro, & Vicus Garneri a fancto Lazaro , quoi qu'en 1300 & 1388 on l'appellât la rue Grenier de St Ladre & qu'on la nomme encore souvent la rue Garnier St Ladre, ce qui fait voir que son vrai nom devroit être la rue Garnier St Lazare , & que si on ne la nomme pas ainsi , c'est que le peuple a fait Ladre de Lazare, & que depuis plusieurs siècles, il dit St Ladre au lieu de St Lazare, nom qu'il donne généralement à tous les Hôpitaux dédiés à St Lazare, & fondés pour les ladres & lépreux. »
Elle est citée sous le nom de « rue Grenier Saint Ladre » dans un manuscrit de 1636. 
Sur son plan, Hubert Jaillot place la porte Saint-Martin de l'enceinte de Philippe Auguste un peu en deçà du coin de cette rue.
La rue très étroite n'était pas dans l'axe de la rue des Ours, celle-ci étant à l'intérieur de l'enceinte de Philippe-Auguste. Elle était connue pour ses étuves mal famées.
Elle est élargie à la fin des années 1930 par démolition des immeubles de sa rive sud ce qui la place dans le prolongement de cette rue. Cette première démolition précède la destruction vers 1970 de la l'ensemble de la partie de l'ilot insalubre n° 1 sur le terrain s'étendant jusqu'à la rue Rambuteau où est construit le quartier de l'Horloge.

## Bâtiments remarquables et lieux de mémoire

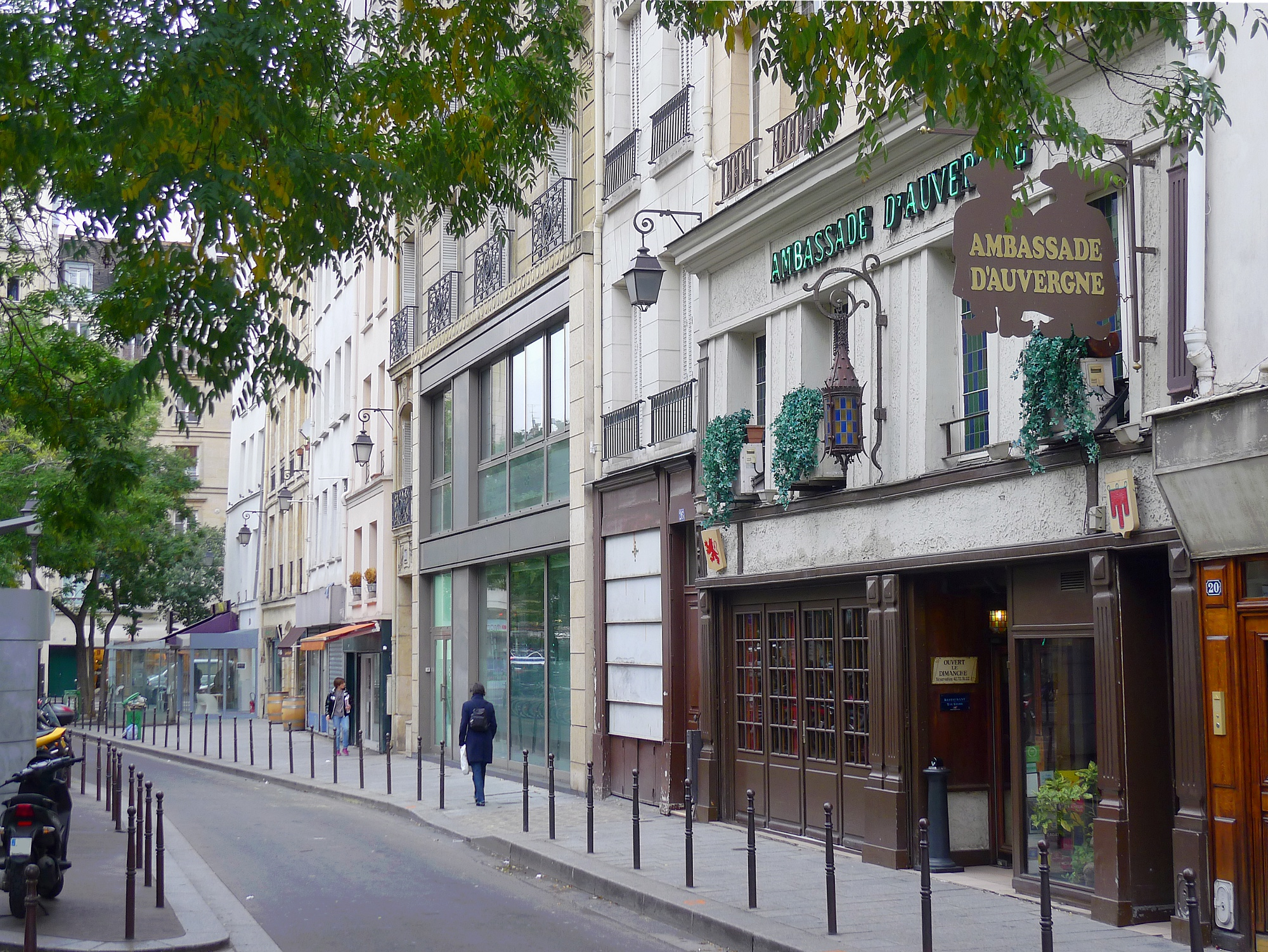
La rue du Grenier-Saint-Lazare au niveau du restaurant L'Ambassade d'Auvergne.

- No 7 : en 1831, le peintre graveur et enseignant Jean Éloi Malenfant (1802-après 1855), habitait à cette adresse[3].

## Pour approfondir